# 皮尔通湾
皮尔通湾（俄语：Залив Пильтун）是萨哈林州奥哈区的海湾，长56公里，宽12公里，最深处1.5米，隔沙嘴与海相望。